# Gave de Soussouéou
Le gave de Soussouéou est un ruisseau  qui traverse le département des Pyrénées-Atlantiques et un affluent du gave d'Ossau dans le bassin versant de l'Adour.

## Géographie
D'une longueur de 16,2 kilomètres, il prend sa source sur la commune de Laruns (Pyrénées-Atlantiques), au nord-est du pic du Lurien (2 826 m), à l'altitude de 1 914 mètres.
Il coule du sud-est vers le nord-ouest et se jette dans le gave d'Ossau près du hameau de Gabas, à l'altitude  de 802 mètres.

## Communes et cantons traversés
Dans le seul département des Pyrénées-Atlantiques, le gave de Soussouéou ne traverse qu'une commune et un canton : Laruns (source et confluence).
Soit en termes de cantons, le gave de Soussouéou prend source et conflue dans le canton de Laruns.

## Affluents
Le gave de Soussouéou a douze affluents référencés qui coulent sur la seule commune de Laruns :
- le ruisseau d'Arrious (rg) 1,9 km ;
- le ruisseau du Lurien (rd) 3,5 km ;
- le ruisseau des Tourettes (rd) 1,9 km ;
- le ruisseau d'Ormièlas (rd) 1,1 km ;
- le ruisseau d'Estibère (rd) 2,3 km ;
- le ruisseau de Labachotte (rg) 1,9 km ;
- le ruisseau de l'Orri (rd) 2,2 km ;
- le ruisseau de Séous (rd) 1,2 km ;
- le ruisseau de la Quèbe (rd) 3,4 km ;
- l'arrec de la Sagette (rd) 1,0 km ;
- l'arrec de la Cagadère (rd) ;
- le ruisseau des Bouleaux (rd) 1,5 km.

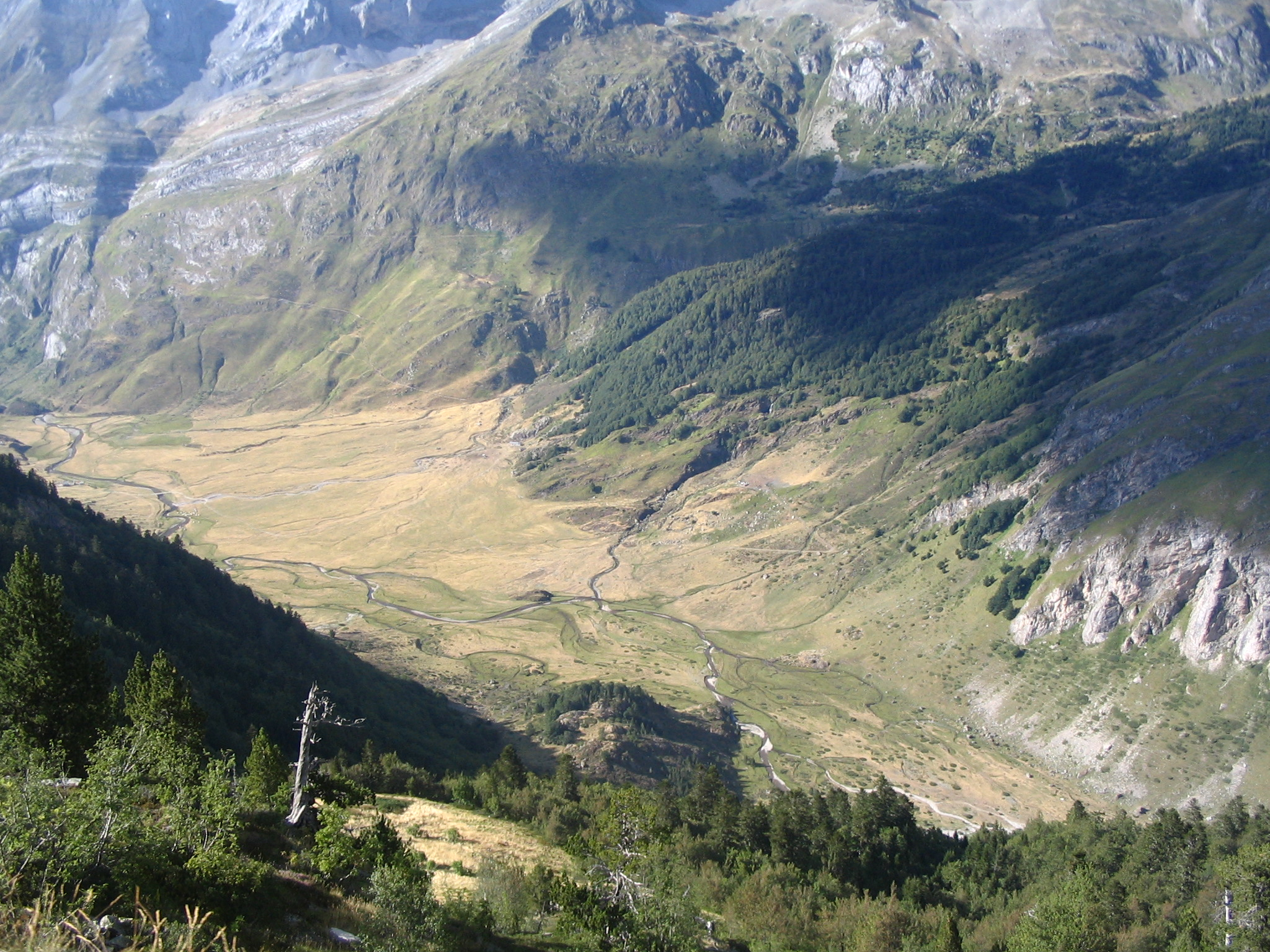
Les tourbières du Soussouéou sont classées au niveau national

## Zone naturelle protégée
La vallée glaciaire du Soussouéou est une zone naturelle protégée, ZNIEFF de type I, (n° régional : 66040003) s'étendant sur 4 539 hectares.